# 日本京映撮影所
日本京映撮影所（にほんきょうえいさつえいじょ）は、かつて京都市右京区太秦地区に存在した日本の映画スタジオである。1953年（昭和28年）に映画製作会社宝プロダクションの撮影所・宝プロダクション撮影所（たから-）として建設・開所され、宝プロ倒産後、日本京映が引き継ぎ、貸しスタジオとして稼動した。

## データ
- 所在地 京都市右京区太秦安井池田町20

北緯35度00分54.51秒 東経135度43分2.06秒 / 北緯35.0151417度 東経135.7172389度

## 名称の変遷
| 年号   | 名称                   | 経営会社               | 備考        |
| ------ | ---------------------- | ---------------------- | ----------- |
| 1953年 | 宝プロダクション撮影所 | 宝プロダクション       | 1958年 倒産 |
| 1958年 | 日本京映撮影所         | 日本京映               | 1987年 閉鎖 |
| 1987年 | ライフ太秦店駐車場     | ライフコーポレーション | 現行        |

## 略歴・概要
牧野省三の長女・牧野冨榮の夫、高村将嗣（高村正次）が1950年（昭和25年）11月に設立した映画製作会社・宝プロダクションは、当初、双ヶ丘（現在の御室双岡町）の立石電機（現在のオムロン）京都工場の敷地（かつての日本キネマ撮影所、現在住宅地）の一角で映画製作を行っていたが、1953年（昭和28年）、同地に宝プロダクション撮影所を建設・開所した。同地は、双ヶ丘から天神川通（国道162号）に沿って南下した、天神川沿いの場所に位置している。
同社は、双ヶ丘時代は新東宝と配給提携して、萩原章や加藤泰を監督としてデビューさせ、勢いがあったものの、撮影所開所前の1952年（昭和27年）に新東宝との提携を打ち切り、東映との提携に切り替え、撮影所開所後には、経営が悪化して自主製作を停止、東映京都撮影所を補完するためのレンタルスタジオとなった。
1958年（昭和33年）、同社が倒産すると、日本京映が同撮影所を引き継ぎ、日本京映撮影所となった。基本的にはレンタルスタジオであり、田坂具隆監督の『ちいさこべ』（東映京都撮影所、1962年）等の映画や、『怪獣王子』（東急エージェンシー / フジテレビ、1967年 - 1968年）や『木枯し紋次郎』（C.A.L / フジテレビ、1972年 - 1973年）等のテレビ映画のセット、オープンセットとして稼動した。
1987年（昭和62年）には、同撮影所は閉鎖され、跡地はライフ太秦店駐車場となった。撮影所としての34年の歴史に終止符を打った。

## おもなフィルモグラフィ

### 宝プロダクション撮影所
- 『地雷火組』 : 監督並木鏡太郎、宝プロダクション / 東映、1953年

### 日本京映撮影所
- 『ちいさこべ』 : 監督田坂具隆、東映京都撮影所、1962年
- 『日本一のマジメ人間』 : 監督松野宏軌、日本京映 / 松竹、1966年
- 『怪獣王子』 : 東急エージェンシー / フジテレビ、テレビ映画、1967年 - 1968年
- 『木枯し紋次郎』 : C.A.L / フジテレビ、テレビ映画、1972年 - 1973年
- 『炎のごとく』 : 監督加藤泰、大和新社 / 東宝、1981年

## 註
1. 1 2 3 4 5 6 7  「宝プロダクション撮影所」、立命館大学公式サイト（#外部リンク欄）、2009年10月7日閲覧。二重リンクを省く。